# Фисун, Пётр Дмитриевич
Пётр Дмитриевич Фисун (греч. Πέτρος Φυσσούν — Пе́трос Фиссу́н; 5 октября 1933, Агринион, Греция — 5 декабря 2016, Афины, Греция) — греческий актёр кино и телевидения.

## Биография
Пётр Фисун родился 5 октября 1933 года в городе Агринионе (по другим сведениям — в СССР). Отец Дмитрий — русский белоэмигрант, переехавший в Грецию после Октябрьской революции.
В 1954 году окончил Театральную школу при Художественном театре.
До 1956 года сотрудничал с Художественным театром Каролоса Куна.
С 1961 по 1965 год играл главные роли в Национальном театре Греции, а в 1976-78 годах — в Государственном театре Северной Греции.
В его репертуаре все виды театра: от драмы, комедии и трагедии до бурлеска.
Принимал участие в Каннском кинофестивале 1965 года, Московском и Ленинградском фестивалях 1966 года, а также в нескольких фестивалях в Греции, в том числе в театральном фестивале в Эпидавре.
Проживал в Афинах. Владел греческим, английским, русским и шведским языками.
Умер 5 декабря 2016 в Афинах, в возрасте 83 лет.